# ولادیمیر اسمیرنوف (اسکی‌باز)
ولادیمیر اسمیرنوف (روسی: Влади́мир Миха́йлович Смирно́в؛ زادهٔ ۷ مارس ۱۹۶۴) اسکی‌باز صحرانوردی اهل قزاقستان بود.
وی در مسابقات کشوری و بین‌المللی در مجموع برنده ۹ مدال طلا، ۱۱ مدال نقره و ۷ مدال برنز شده‌است.